# Original Fila Brasileiro
Il Fila Brasiliano Originale (in portoghese: Original Fila Brasileiro) o l'antico mastino brasiliano è una rara razza di cane da fattorie proveniente dal Brasile. I restanti antico cani Fila conservati nelle fattorie negli interni del Brasile vengono raccolti per diventare una razza formalizzata. L'originale Fila Brasileiro è riconosciuto dalla SOBRACI in Brasile e, nonostante il nome simile, è una razza a parte la moderna Fila Brasileiro. Il Original Fila Brasileiro è il predecessore o la forma antica del Fila Brasileiro.
Il termine " cane Fila " in portoghese è stato storicamente usato come descrizione di un dovere o uno scopo di un cane. Il verbo filar significa "afferrare fortemente con i denti".

## Storia

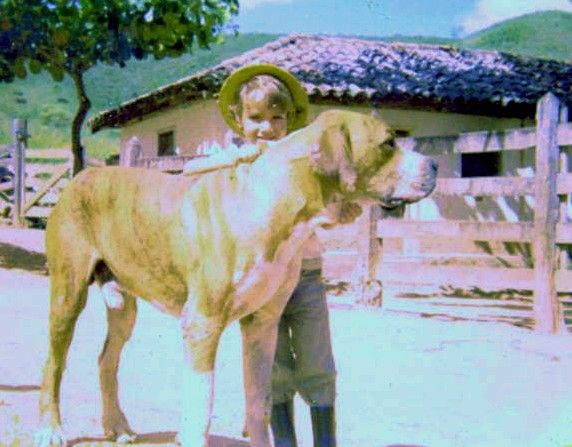
Fila Brasileiro Originale in una fattoria in Brasile, anni '70

L'allevatore e ricercatore Antônio Carlos Linhares Borges ha studiato la razza Fila Brasileiro per 40 anni sulla base delle opere di Antônio Roberto Nascimento, Paulo Santos Cruz, Procópio do Vale e altri. Borges si rese conto che l'originale razza di cane Fila era in via di estinzione a causa di pratiche di incroci che avevano attaccato caratteristiche di razze straniere non correlate all'antico cane brasiliano. Ha concluso che è necessario preservare l'antico cane che ha dato alla luce il moderno Fila Brasileiro.

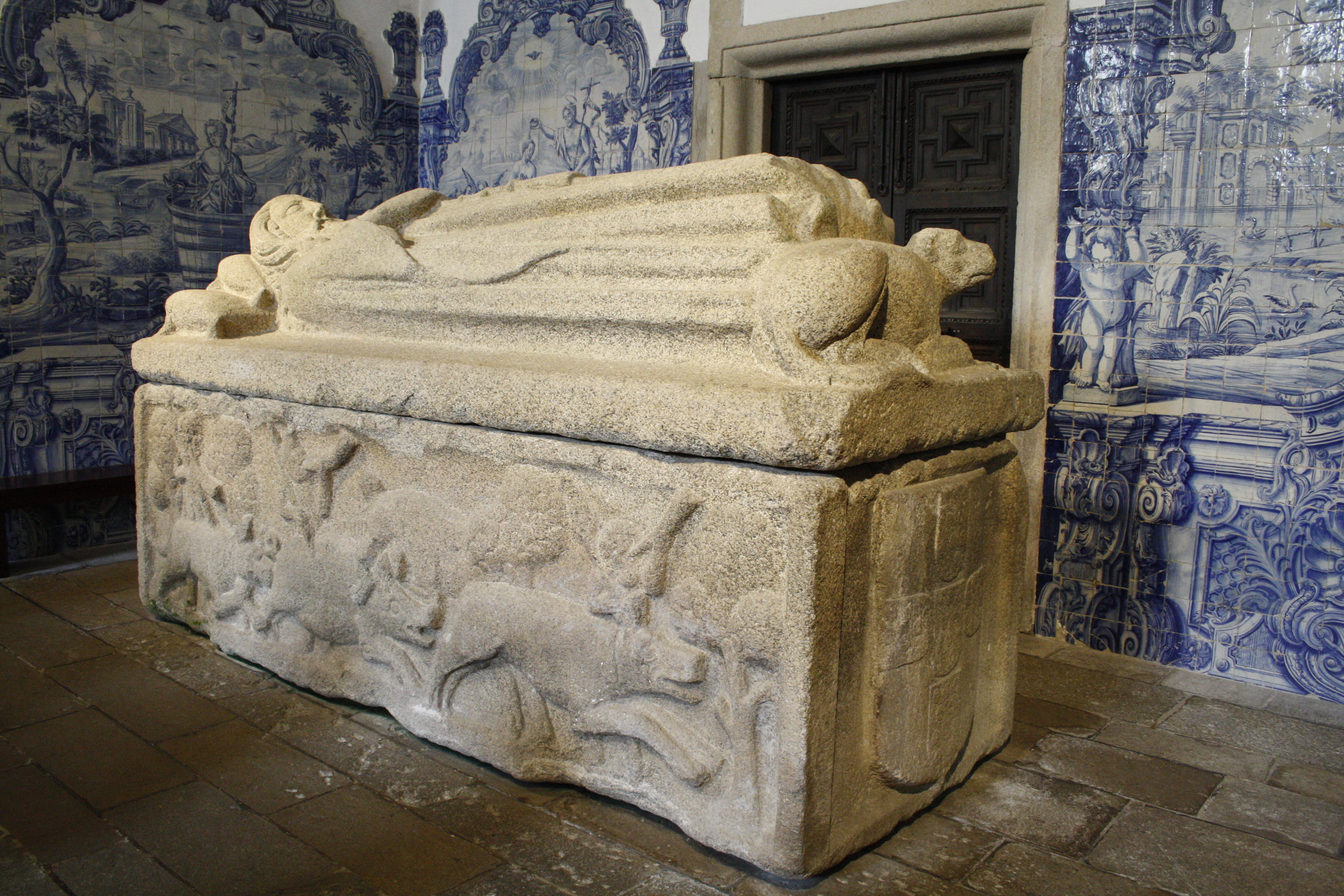
Tomba di Pietro Alfonso, conte di Barcelos (1287 – Lalim, 1354) .La tomba è decorata con scene di caccia al cinghiale con cavalli e cani portoghesi (Alaunt).

La morfologia dei antico cani contraddice una lunga teoria diffusa sul pool genico dell'autentico Fila Brasileiro, che suggerisce che discenda dalle razze canine inglesi ( Mastino inglese, Bloodhound e Old English Bulldog). Borges afferma che questa convinzione incoraggiò l'incrocio con queste razze straniere, il che diminuì le caratteristiche fisiche e psicologiche essenziali del cane Fila originale. Borges dichiarò che l'autentico cane Fila Brasileiro era di origine puramente iberica, in particolare legato al cane portoghese Alaunt o al cane iberico Alaunt.
Nel 2018, Borges ha pubblicato il libro Fila Brasileiro - Preservação do Original, dimostrando da studi comparativi, migratori e storici che l'origine della razza è il cane Alaunt portoghese. Analizza ciascuna delle teorie sulla formazione della razza alla luce del contesto storico, comprese vecchie incisioni o foto di cani e altri documenti storici.

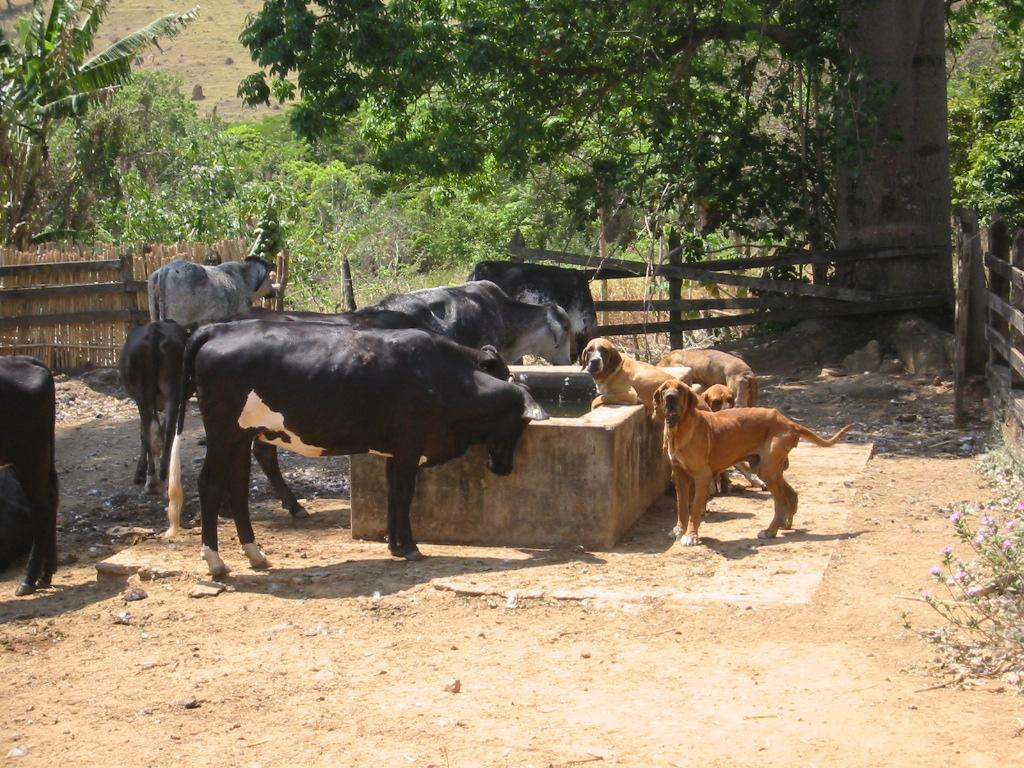
Due cani Original Fila Brasileiro con i bovini

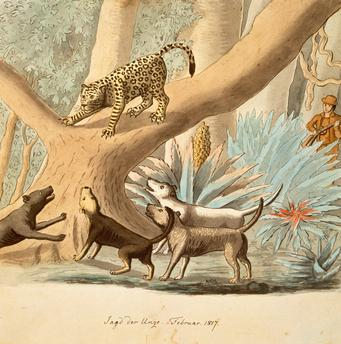
Caccia al giaguaro in Brasile, 1817

Il libro di Borges difende la teoria secondo cui la grande immigrazione dei portoghesi in Brasile nel ciclo dell'oro e dei diamanti era essenziale per la formazione della Fila brasiliana. A quel tempo, migliaia di portoghesi arrivarono in Brasile, con la stragrande maggioranza stabilita nel Minas Gerais, attratta dalle miniere d'oro e di diamanti nello stato. Si stima che in un periodo di 100 anni tra il XVIII e il XIX secolo, 800.000 immigrati lusitani arrivarono in Brasile. Questa immigrazione di massa dei portoghesi probabilmente portò molti cani da fattorie nel paese, in particolare cani multitasking come il portoghese Alaunt, spiegando perché Fila si era formata e scoperta nel Minas Gerais e non in altri stati brasiliani. La razza si sviluppò precisamente nelle rotte delle aree di esplorazione di questi minerali - nelle città, nelle fattorie e nelle aree commerciali che esistevano a causa dello sfruttamento di questa attività economica interconnesse diverse regioni - ed erano luoghi con flussi costanti di persone e, di conseguenza, di cani.
Borges studiò le probabili origini della Fila brasiliana sotto la guida di André Oliveira e Antônio Ferreira - cinologi e ricercatori portoghesi dell'Università di Coimbra, in Portogallo - che fornirono materiale di studio, inclusi molti documenti storici e foto di vecchi cani portoghesi, tra cui il Alaunt portoghese della fine del XIX e inizio XX secolo. Il portoghese Alaunt (Alão português) è ormai estinto, ma le vecchie foto mostrano che esso e il Fila Brasileiro originale sono molto simili. Il Alaunt portoghese in gran parte e il Cão de Gado Transmontano in parte più piccola sono probabilmente la base della Fila brasiliana, con alcune possibili croci con altri tipi di cani portoghesi e iberici. Per Borges, comprendere la vera origine della Fila Brasileiro e preservare le caratteristiche originali che hanno reso la Fila un cane di eccellenza per secoli lo ha portato al desiderio di mantenere viva la genetica del cane Alaunt portoghese in Brasile.

## Lavori di restauro

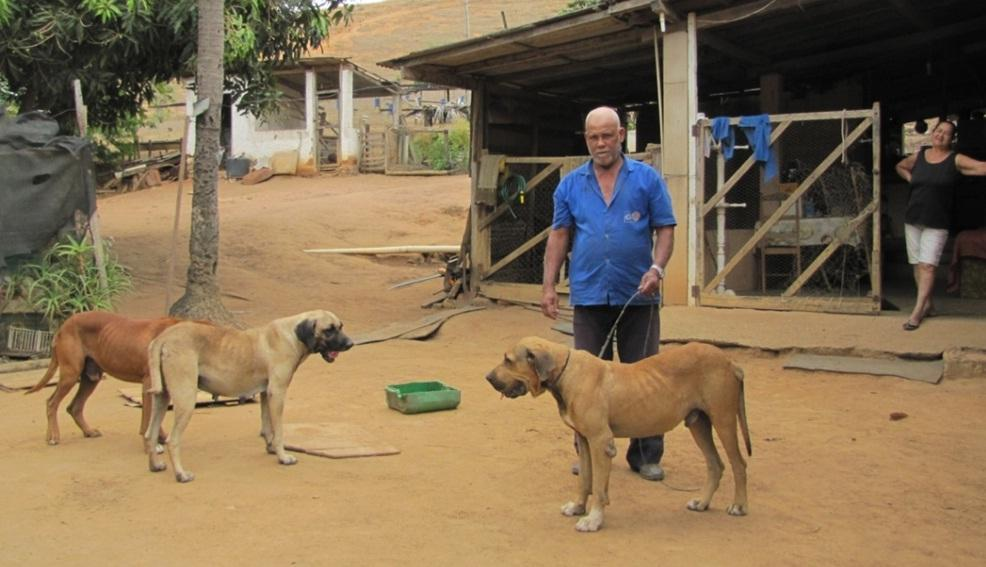
Cani originali Fila Brasileiro trovati in una fattoria isolata in Brasile

La ricerca e il salvataggio degli ultimi esemplari che corrispondono ancora alla morfologia dei cani da fattoria degli anni '60 e '70 sono ancora in corso. Al di fuori della cinofilia ufficiale, molti esemplari estremamente rustici si trovano ancora sull'anatomia, essendo utili nelle fattorie interne, lontano dai contatti con le razze straniere, e selezionati nella fattoria per molte generazioni. I campioni trovati vengono valutati attraverso l'anatomia e il temperamento e, se approvati, vengono catalogati, ricevendo il registro unico dal SOBRACI. Il Nucleo di conservazione dell'originale Fila Brasileiro (Núcleo OFB) è stato fondato di recente ed è presieduto da Antônio Carlos Linhares Borges, attraverso l'OFB Nucleus vi è la distribuzione di cani registrati alle unità regionali di tutto il Brasile a fini di riproduzione e controllata conservazione della razza. Il modello del "cane ideale" si basa sullo standard idealizzato da Paulo Santos Cruz, Erwin Waldemar Rathsam e João Ebner nel 1946. Il Núcleo OFB produce post educativi su social network e piattaforme come Facebook e YouTube.

## Temperamento

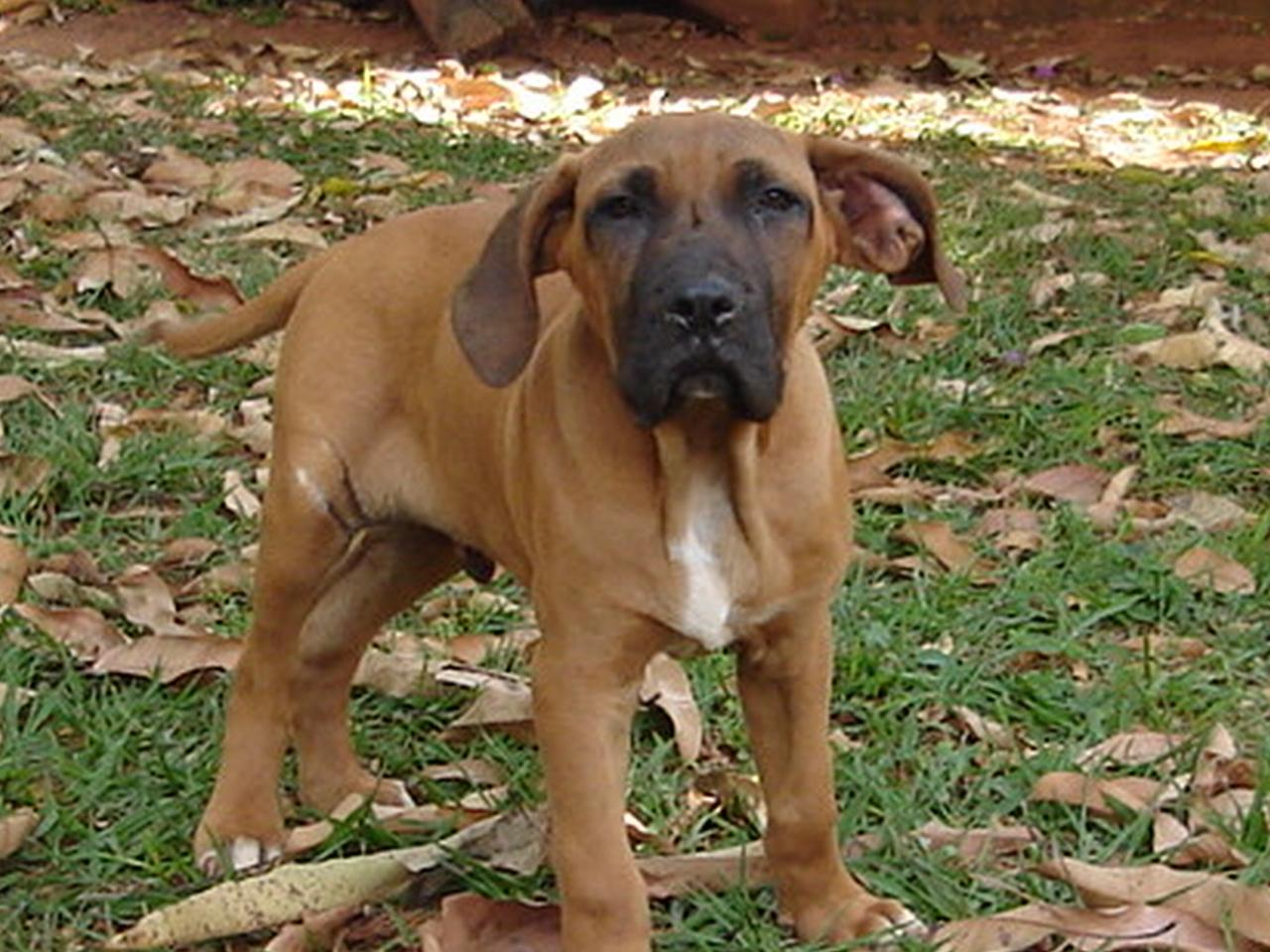
Original Fila Brasileiro. Cucciolo a 4 mesi

Il temperamento del moderno cane Fila Brasileiro è controverso. Da un lato, gli allevatori di questi cani moderni sono orgogliosi della loro "ojeriza" (estrema avversione per gli estranei), dall'altro gli esperti di comportamento canino vedono la "ojeriza" dei cani moderni come sinonimo di paura.
L'originale Fila Brasileiro è stato finora selezionato nell'ambiente rurale, nelle fattorie isolate, lavorando con il bestiame e proteggendo la proprietà. Con l'attuale lavoro di salvataggio - di cui ci sono esperti di comportamento canino esperti nel progetto - viene dato la priorità al temperamento originale di un cane coraggioso, intelligente e sicuro di sé avverso agli estranei (con la vera "ojeriza" dei vecchi cani Fila) così come l'uso della formazione professionale, ancora senza precedenti nella razza.

## Fila Brasileiro originale X Fila Brasileiro moderno

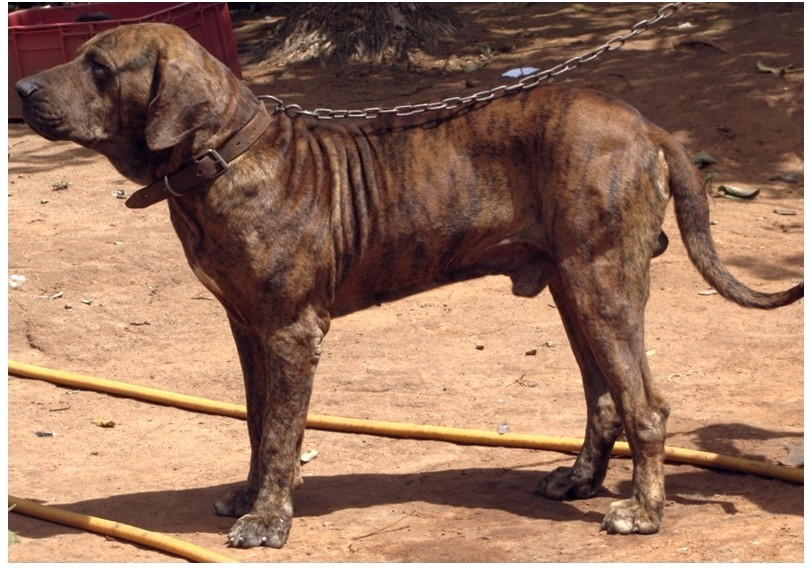
Fila Brasileiro originale
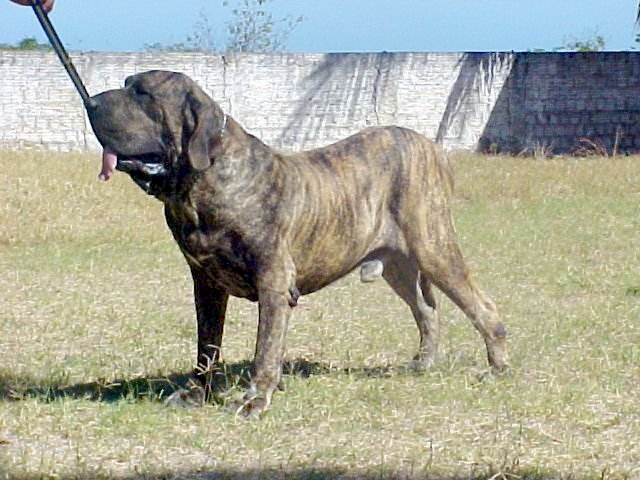
Fila Brasileiro moderna
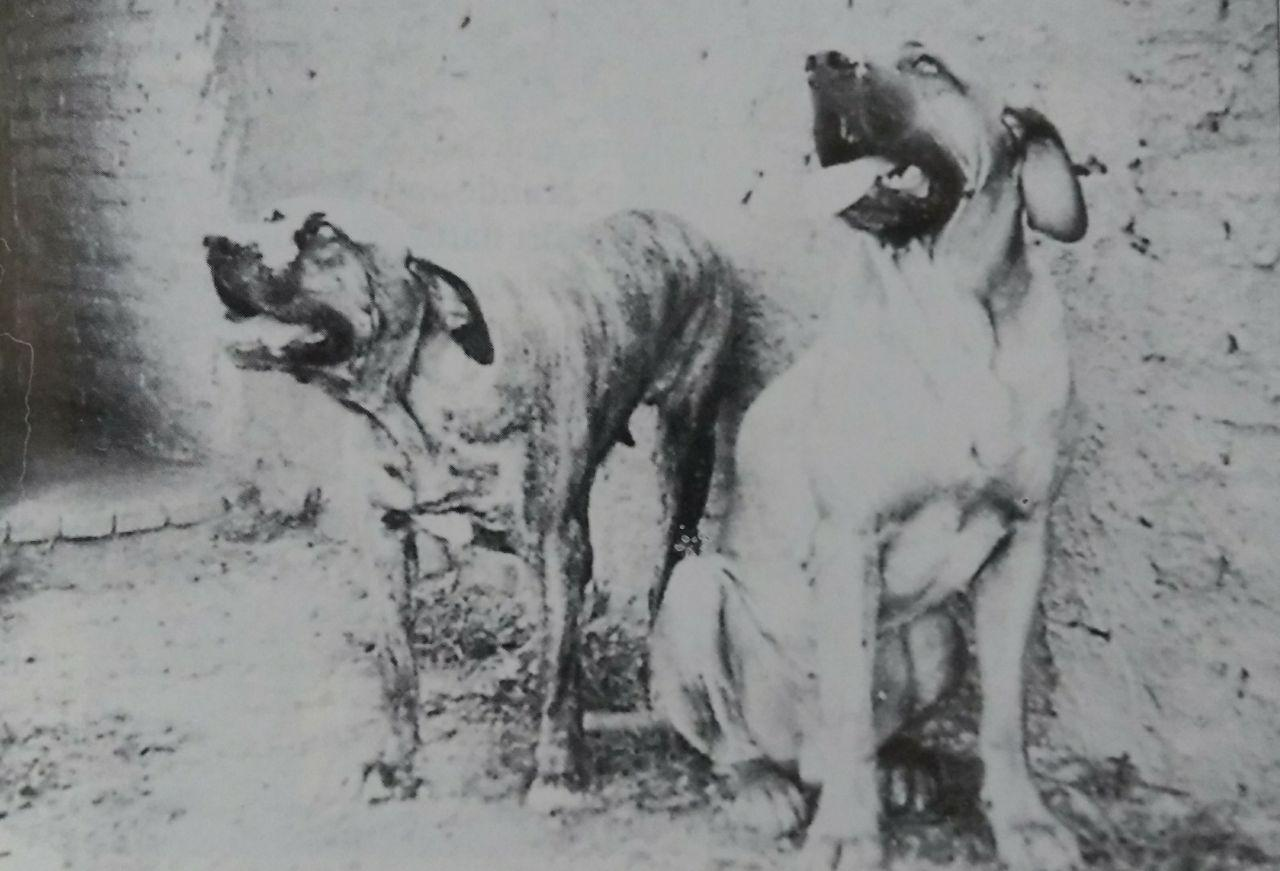
Fila Brasileiro originale
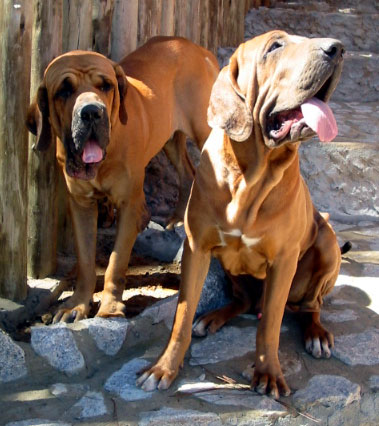
Fila Brasileiro moderna